# El Wak (Somalia)
El Wak (somali: Ceelwaaq oder Ceel Waaq) ist eine Stadt an der Grenze zwischen Somalia und Kenia. Sie liegt in der südwestlichen Region Gedo in Jubaland, wo sie Sitz eines der sieben Bezirke der Region ist.

## Name und Geografie
Der Ortsname Ceel Waaq bedeutet wörtlich übersetzt Gottes Brunnen. El Wak ist die Hauptstadt von dem Bezirk El Wak. Es grenzt im Osten an die Bezirke Baardheere und Garbaharey und im Westen an den von Somali bewohnten in Kenia gelegenen Mandera County.

## Geschichte
Während des Zweiten Weltkriegs war El Wak Schauplatz eines Rückzugs der italienischen Truppen unter dem Kommando von General Gustavo Pesenti.